# Imperiul Neerlandez

Steagul Țărilor de Jos

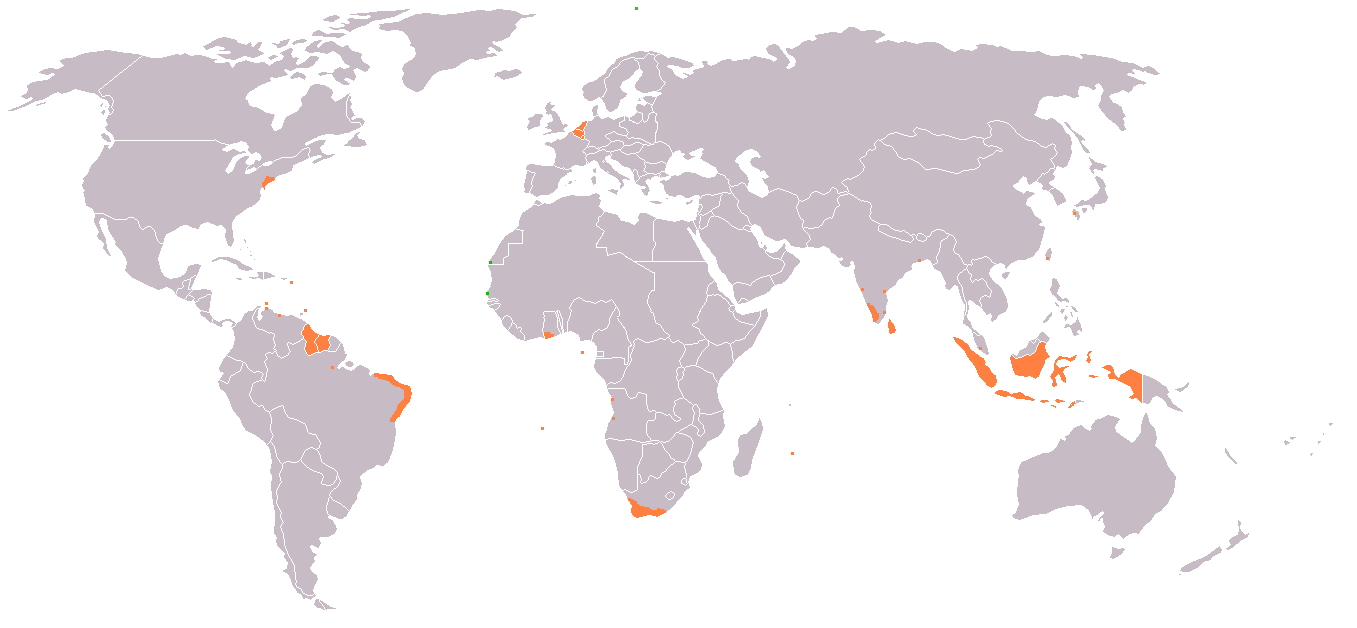
O hartă anacronică a Imperiului colonial neerlandez. Cu verde deschis: teritoriile administrate inițial de Compania Neerlandeză a Indiilor de Est, cu verde închis neerlandez: cele controlate de Compania Neerlandeză a Indiilor de Vest.

Imperiul Neerlandez (neerlandeză Nederlands-koloniale Rijk) a constat din teritoriile de peste mări controlate de Republica Olandeză și mai târziu, de Țările de Jos moderne, din secolul al XVII-lea până în secolul al XX-lea. Neerlandezii au creat un imperiu colonial după Portugalia și Spania, dar acesta s-a bazat pe cucerirea militară a unor așezări deja existente portugheze și spaniole, și nu pe descoperiri noi și colonizări. Pentru a realiza acest lucru, ei au fost ajutați de abilitățile lor în navigație și comerț, precum și de creșterea bruscă a naționalismului care însoțește lupta pentru independență din Spania. Alături de britanici, neerlandezii au controlat inițial noile teritorii prin intermediul unor companii de stat capitaliste, cum ar fi Compania Neerlandeză a Indiilor de Est sau Compania Neerlandeză a Indiilor de Vest. Exploratori neerlandezi ca Willem Barents, Henry Hudson și Abel Tasman au dezvăluit europenilor noi teritorii imense.

## Origini

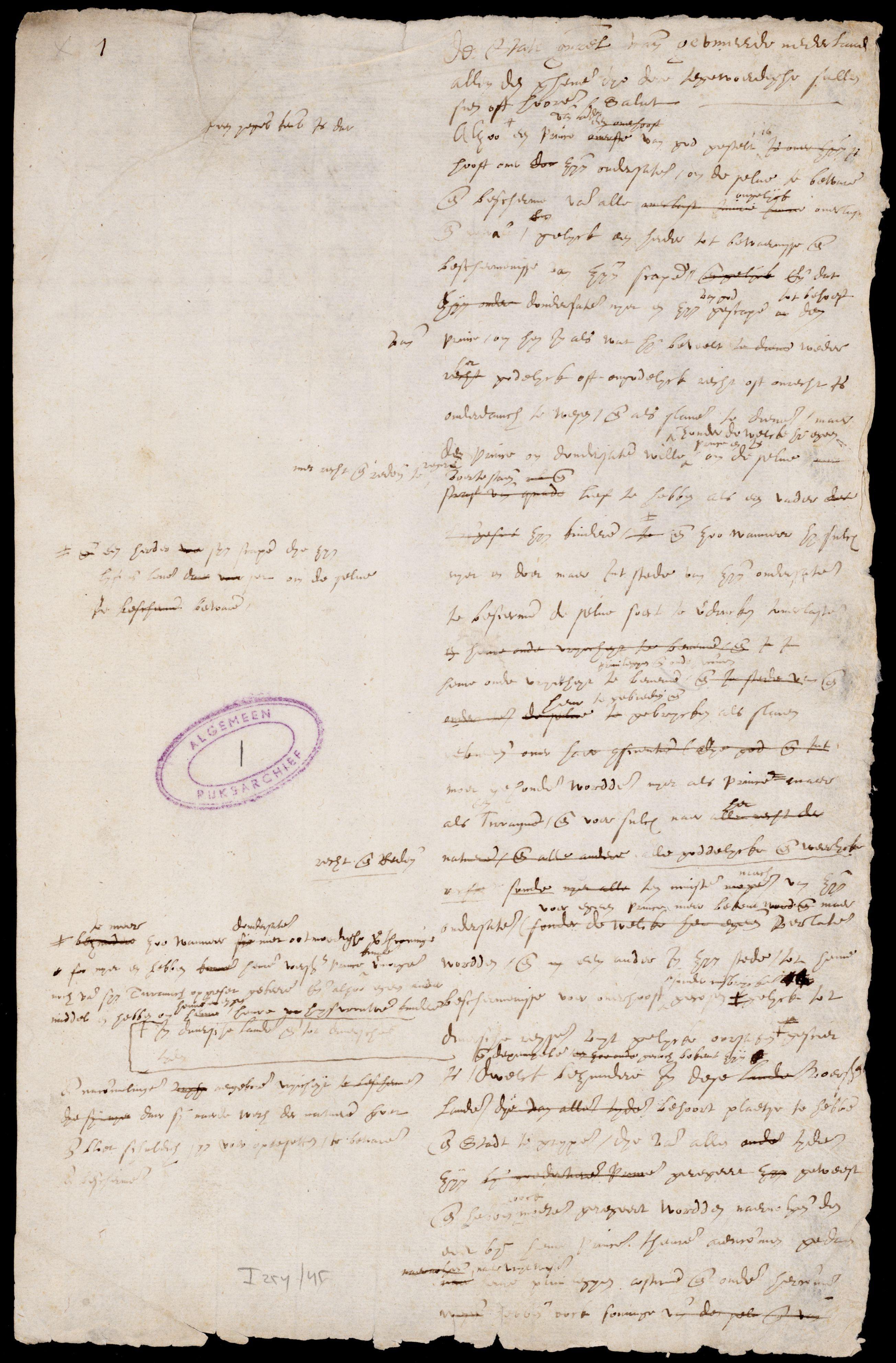
Actul de Abjurare

Teritoriile ce au format mai târziu Provinciile Unite au fost inițial o federație cunoscută sub denumirea de Cele Șaptesprezece Provincii, pe care Carol al V-lea, Împărat al Sfântului Imperiu Roman și totodată regele Spaniei le-a moștenit în 1543. În 1567, o revoltă protestantă ce a izbucnit în acestă zonă a cauzat Războiul de Optzeci de Ani. Condusă de William de Orania, ce a declarat independența în 1581 prin Actul de Abjurare. Rezultatul revoltei a fost stabilirea unei republici protestante independente în nord, dar a fost recunoscută de Spania abia în 1648 prin Pacea Westfalică.

Provinciile Unite

Provinciile de coastă precum Olanda și Zeeland au fost importante o perioadă lungă de timp pentru Coroana spaniolă, datorită marilor centre comerciale. Mulțumită poziție geografice prielnice, în aceste regiunii se întâlneau drumurile comerciale ce legau piețele Franței, Angliei, Germaniei și Balticii. Războiul cu Spania a produs o schimbare majoră în Țările de Jos, mulți bancheri, negustori și comercianți s-au mutat în Amsterdam în detrimentul Anversului, transformându-l în cel mai mare centru comercial și bancar al Europei. Accesul rapid și sigur către capitala neerlandeză, i-a deschis Țărilor de Jos căile comerciale din Mediterană și Levant. În anii 1590, vasele neerlandeze încep comerțul cu coastele Braziliei și Coasta de Aur Olandeză din Africa, iar Oceanul Indian le oferea o sursă de mirodenii profitabilă. Aceste acțiuni au dus Olanda într-o competiție directă cu Portugalia, care domina comerțul cu aceste regiuni de mai multe decenii. 
Rivalitatea cu Portugalia, însă, nu a fost în totalitate economică, ci și militară. După bătălia de la Ksar El Kebir, coroanele Spaniei și Portugaliei s-au unit într-o Uniune Iberică sub regele Filip al II-lea. Atacând avanposturile portugheze de peste mări, Olanda forța Spania să realoce resurse financiare și militare, amenințându-și independența. Războiul olandezo-portughez dintre 1602 și 1663 s-a soldat cu tratatul de la Haga, prin care regatul iberic ceda insulele Ceylon și Malabar Olandei, care se vedea obligată să recunoască stăpânirea portugheză peste Brazilia și Angola. De asemenea, Noua Olanda (în Brazilia) a fost vândută Lisabonei pentru 63 de tone de aur.
În 1594, este fondată la Amsterdam Compania pământurilor îndepărtate, cu scopul de a trimite două flote în insulele Maluku. Prima flotă a plecat în 1596 și s-a întors în 1597 cu o încărcătură de piper, ce acopera doar costul voiajului. Al doilea voiaj (1598 - 1599) a oferit investitorilor un profit de 400%. Acest câștig a făcut interesați mulți investitori, care au creat alte companii, dar competiția dintre acestea a fost contraproductivă. 

## Creșterea puterii neerlandeze

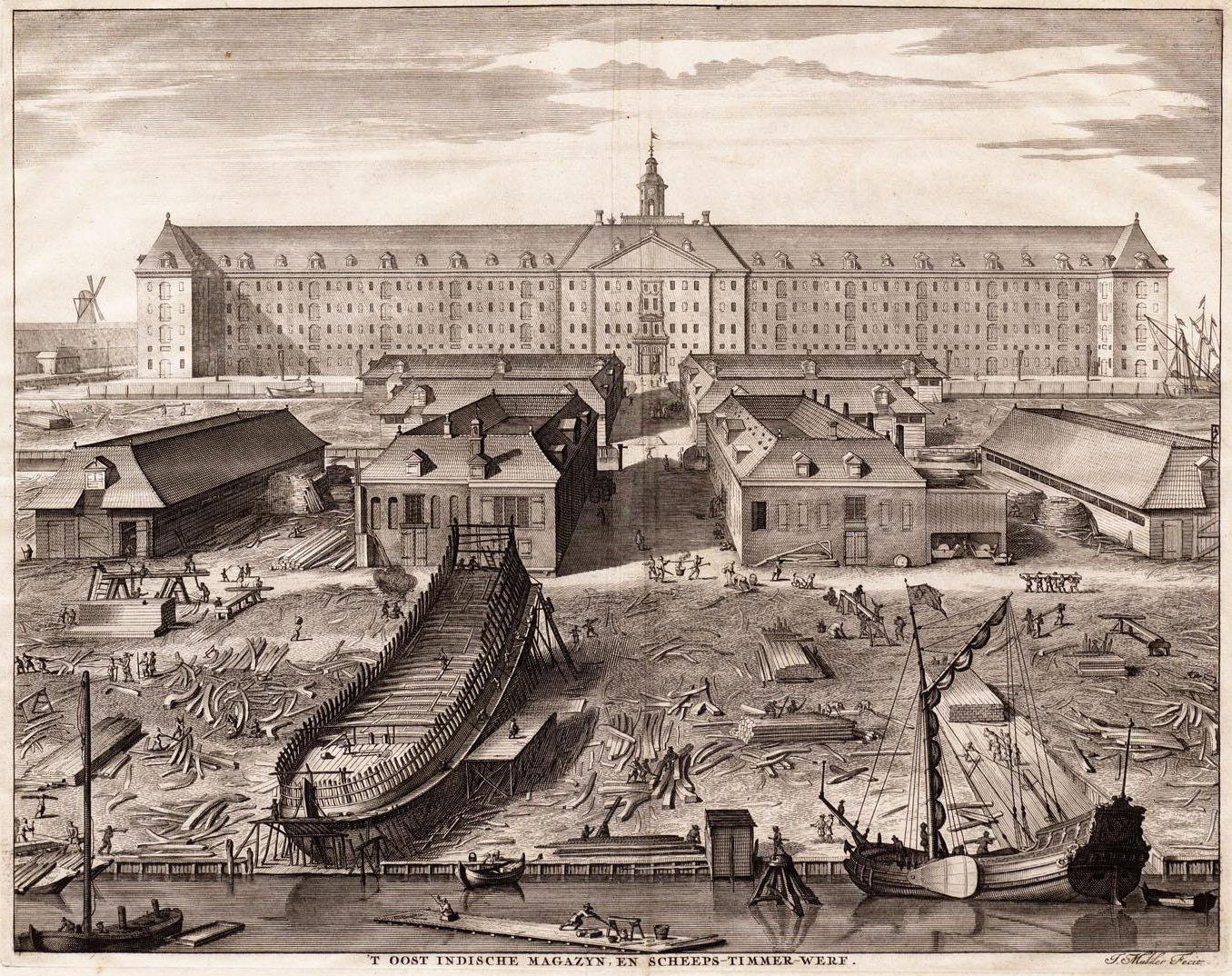
Șantier naval al Companiei Olandeze a Indiilor de Est, Amsterdam, 1750

Ca rezultat a problemelor cauzate de rivalitate dintre companii, în 1602, la Amsterdam, este fondată Compania Olandeză a Indiilor de Est (neerlandeză Verenigde Oost-Indische Compagnie, VOC). Acesteia îi este acordată carta ce îi oferea drepturi exclusive asupra exploatării pentru o perioadă inițială de 21 de ani a emisferei situate între Capul Bunei Speranțe și Strâmtoarea Magellan. Directorilor companiei i s-au oferit dreptul de a construi cetăți și fortificații, a încheia tratate, pentru a înrola propria armată și marină cu scopul de a se apăra. Compania a fost înființată ca o societate pe acțiuni, ca și rivala sa engleză, Compania engleză a Indiilor de Est, fondată doi ani mai devreme. În 1621, este înființată Compania olandeză a Indiilor de Vest ce avea monopol asupra Americii, Atlanticului și coastei de vest a Africii, teritoriile care nu erau controlate de Compania Olandeză a Indiilor de Est.

## Războiul neerlandezo-porturghez

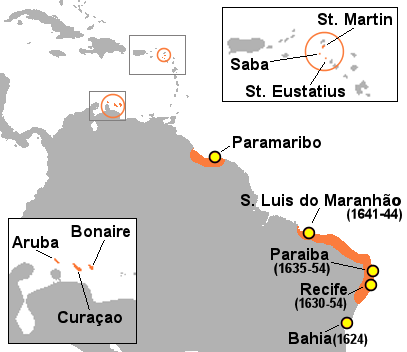
Cuceririle olandeze în Brazilia

Războiul olandezo-spaniol pentru teritoriile olandeze a fost o parte a războiului pentru independență și libertate religioasă, în timpul Războiului de Optzeci de ani. Țările de Jos au fost proprietăți ai Casei de Habsburg spaniole din 1555, când Carol al V-lea a împărțit Imperiul Habsburgic între fiul și fratele său în urma abdicării sale.
În 1566, în Cele Șaptesprezece Provincii, izbucnește o revoltă olandeză, parte a războiului de Optzeci de ani, marcat de jefuiri ale coloniilor din America și Asia și chiar o invazie a Filipinelor.

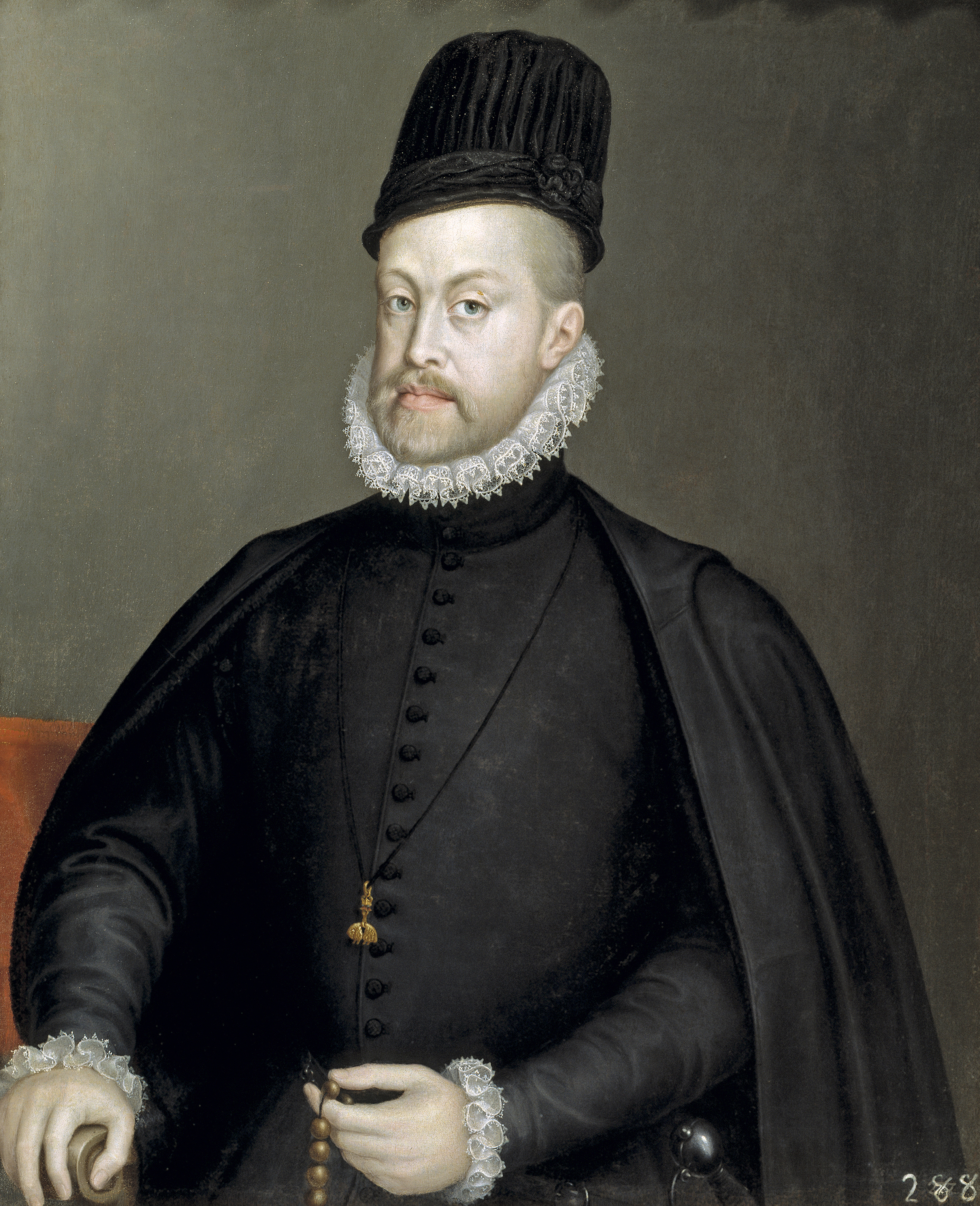
Portretul lui Filip al II-lea al Spaniei

Din 1517, Lisabona era singura piață europeană a produselor din India, de unde fiecare națiune europeană cumpăra mirodeniile și produsele utile. Datorită războiului dintre Regatul Spaniei și Țările de Jos, Regatul Portugaliei, care era o proprietate a ramurei habsburge spaniole din 1580, a întrerupt transporturile comerciale spre Olanda, care s-a văzut obligată să își procure singură prețioasele mirodenii indiene. Cu ajutorul lui Cornelis de Houtman, care a reușit să obțină rutele portugheze comerciale, Țările de Jos a început în 1595 propriile călătorii pentru a-și achiziționa produsele orientale.
Căutarea unor rute alternative spre Asia, a pertubat comerțul portughezo-spaniol. Olandezii au încercat să domine Asia de Sud, angajându-se și în activități piraterești. Uniunea Iberică nu a fost tocmai profitabilă pentru Portugalia, deoarece s-a angajat în războiul lui Filip al II-lea cu Provinciile Unite și și-a periclitat poziția de putere colonială. Acesteia i-au fost afectate interesele din India, Ceylon, Africa, America și Japonia. Spre exemplu, Coroana portugheză a pierdut pentru lung timp controlul asupra a părți din Brazilia în fața Franței și Olandei, care s-a a avut acces la plantațiile de trestie de zahăr.
În 1637, John Maurice, prinț de Nassau-Siegen, a fost numit guvernator peste posesiunile olandeze din Brazilia de către Compania Olandeză a Indiilor de Vest. Aceștia și-au extins posesiunile din Sergipe în sud până la São Luís de Maranhão în nord, ocupă și Castelul Elmina, Saint Thomas și Luanda, în Angola, pe coasta de vest a Africii. 
După dizolvarea Uniunii Iberice în 1640, Portugalia și-a redobândit provinciile pierdute al Imperiului Portughez. Ocupația olandeză din Brazilia a fost lungă și supărătoare pentru Lisabona. Țările de Jos au reușit să ocupe Bahia (și capitala Salvador), Pernambuco (și cu capitala Recife), Paraíba, Rio Grande do Norte, Ceará, și Sergipe, în timp ce flota neerlandeză jefuia vasele portugheze în Oceanele Atlantic și Indian. Printr-o intervenție militară rapidă și puternică, statul iberic recuperează Bahia și importanta sa capitală, Salvador în 1625. Cu ajutorul Bahiei, Portugalia a reușit în două decenii să recupereze celelalte zone de coastă braziliene și să stârpească pirateria olandeză.

## Rivalitatea cu Marea Britanie și Franța (1652-1795)

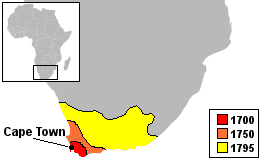
Colonia olandeză a Capului

În 1651, Parlamentul englez semnează primul Navigation Acts, prin care comerț dintre coloniile engleze și alte puteri coloniale să fie micșorat. Decizia Angliei a implicat-o într-un conflict direct cu Olanda, un principal comerciant cu coloniile britanice, ce va rămâne în istorie ca Războaiele Anglo-olandeze. Aceste ostilități i-au oferit Angliei titlul de mare putere navală, deținut până atunci de Imperiul Olandez.
Al doilea Război Anglo-olandez s-a precipitat în 1664, când forțele engleze au capturat New Netherland. New Netherland a fost o colonie olandeză din America de Nord, ce cuprindea New York, New Jersey, Delaware, Connecticut și părți din Pennsylvania și Rhode Island. Prin tratatul de la Breda din 1667, New Netherland este cedată Angliei în schimbul coloniei Suriname, cucerită de Țările de Jos în același an. Recucerirea New Netherland de către forțele olandeze în 1673, a pornit Al treilea Război Anglo-olandez. Dar în același timp Anglia preia din nou conducerea coloniei, ce va marca sfârșitul colonizării olandeze a Americii de Nord, dar influența acesteia rămâne prin limbă șă religie pentru mult timp. În America de Sud, colonia franceză Cayenne este preluată de Țările de Jos în 1658. Însă, este returnată Franței în 1664, deoarece era neprofitabilă. Este recapturată de Provinciile Unite în 1676, însă, este returnată un an mai târziu, permanent de această dată. Prin Revoluția Glorioasă din 1688, William de Orania urcă pe tronul Marii Britanii, preluând coroanele Angliei, Scoției și Irlandei și încheând un război de opt decenii, dar conflictul cu Regatul Franței persistă.
În timpul Revoluției Americane, Marea Britanie declară război Olandei, Al patrulea Război Anglo-olandez, în care forțele britanice ocupă colonia neerlandeză Ceylon. Prin pacea de la Paris din 1783, Ceylonul este restituit olandezilor, iar Negapatnam este cedat Regatului Unit.

## Era napoleoniană (1795-1815)
În 1795, armata revoluționară franceză invadează Provinciile Unite, transformându-l într-un stat satelit al Franței sub numele de Republica Batavă. Marea Britanie, ce se afla în război cu Franța, ocupă în grabă coloniile olandeze din Asia, Africa de Sud și Caraibe.
Conform tratatului de la Amiens semnat de Regatul Unit și Franța în 1802, Colonia Capului și insulele din Indiile de Vest Olandeze sunt returnate Republicii. Ceylonului nu i-a fost reabilitată stăpânirea olandeză, devenind o colonie a coroanei britanice. Colonia Capului este reinvadată de britanci în 1803, după ce ostilitățile anglo-franceze reîncep, iar în 1811 capturează insula Java.
În 1806, Napoleon Bonaparte dizolvă Republica Batavă și întemeiază un regat pentru fratele său, Louis, regele Olandei. Louis își pierde puterea în 1810, când regatul său intră sub ocupația directă a Franței până la liberarea sa în 1813. În 1814, Anglia și Țările de Jos semnează tratatul anglo-olandez, prin care toate coloniile îi sunt returnate Olandei, cu excepția Coloniei Capului și Guyanei.

## Perioada post-napoleoniană

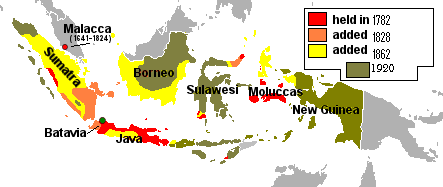
Evoluția Indiilor Olandeze de Est

După înfrângere finală a lui Napoleon în 1815, granițele Europei sunt redesenate prin Congresul de la Viena. Pentru prima dată de la declarația de independență față de Spania din 1581, Olanda este reunită cu Țările de Jos de Sud într-o monarhie constituțională, sub numele de Regatul Unit al Țărilor de Jos. Uniunea a durat doar 15 ani. În 1830, o revoluției în jumătate de sud a țării a creat un nou stat independent, Belgia. 
Falimentara Companie a Indiilor de Est este desființată pe 1 ianuarie 1800 și teritoriile din posesia acesteia sunt naționalizate ca Indiile de Est Olandeze. Rivalitatea dintre Marea Britanie și Olanda în Asia de Sud-Est continuă prin portul Singapore, ce va fi cedat Companiei engleză a Indiilor de Est în 1819 de către sultanul de Johore. În ciuda tratatului Olandei cu anteriorul sultan, care le oferea regiunea, Țările de Jos sesizează imposibilitatea scoaterii portului Singapore de sub dominația britanică. Neînțelegerile din Asia, Oceanul Indian și Pacific vor fi rezolvate prin tratatul anglo-olandez din 1824. Conform termenilor acestuia, zona se împarte în două sfere de influență; una britanică asupra Indiei și Peninsulei Malacca și una olandeză asupra arhipelagurilor din sud. 
Dominația olandeză a fost fragilă pe parcursul istoriei, dar a fost extinsă pe parcursul secolului al XIX-lea. În secolul al XX-lea, extinderea stăpânirii neerlandeze asupra arhipelagului cuprindea întregul teritoriu al Indoneziei moderne. Începând cu insula Java, colonialismul olandez cuprindea celelalte insule precum Borneo și Sumatra.
În 1871, Coasta de Aur Olandeză este vândută Coroanei britanice.
Compania Olandeză a Indiilor de Vest a fost dizolvată în 1791, iar coloniile din Suriname și Caraibe au fost naționalizate. Economia acestora se baza pe comerțul cu sclavi și mărfuri, dar independența statelor din America Latină față de Spania a scăzut profitabilitatea. Așa că negustorii au emigrat în America de Sud și Statele Unite, lăsând Antilele cu o populație scăzută și venituri mici ce au necesitat subvenții de la guvernul olandez. Administrația Antilelor și Surinamului au fost unite în perioada 1825 - 1845. Abolirea sclaviei din Indiile de Vest Olandeze a cauzat cererile de despăgubire a deținătorilor de sclavi, iar în Suriname au emigrat muncitori chinezi ce căutau locuri de muncă.

## Decolonizarea (1942–1975)

### Indonezia

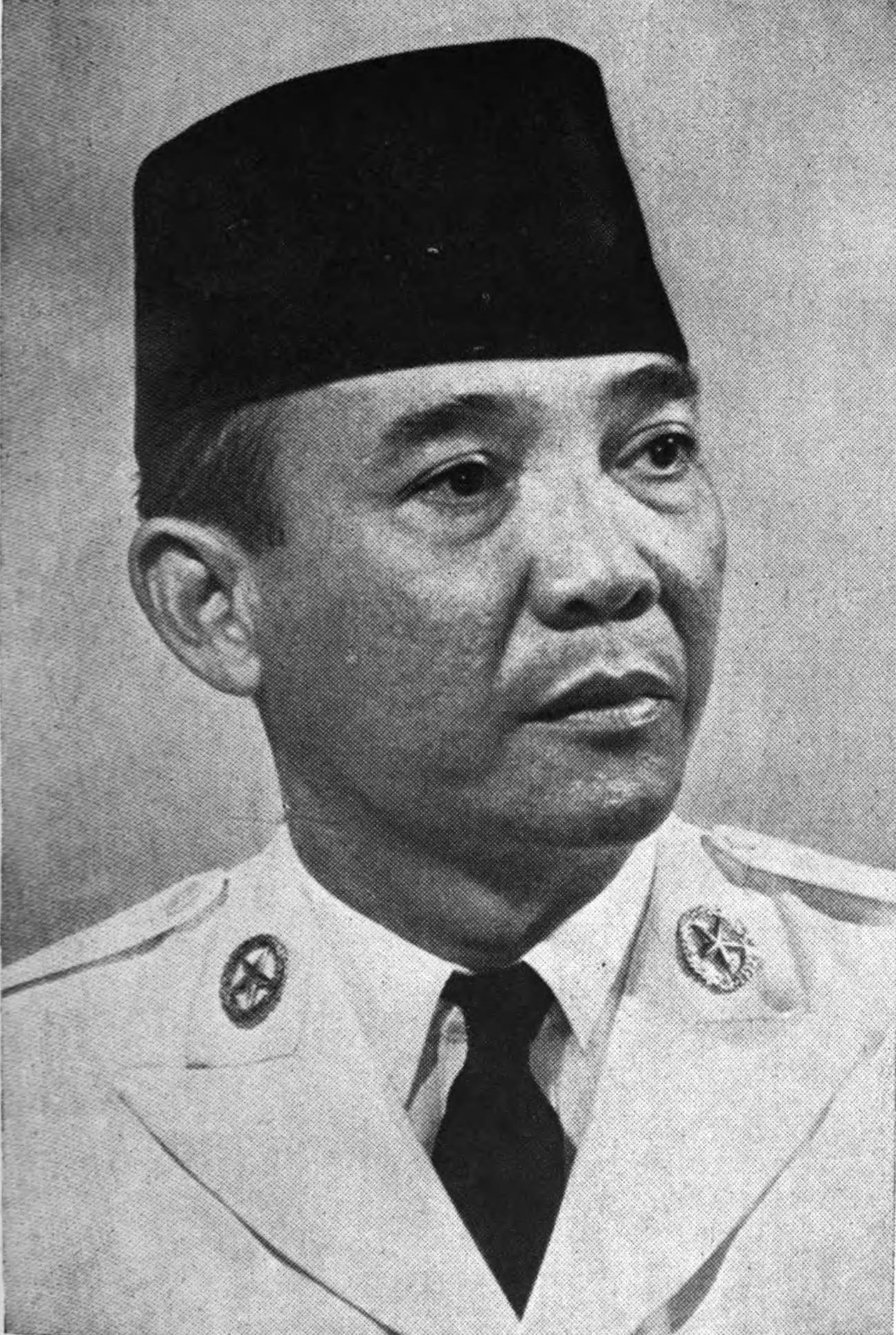
Sukarno

În ianuarie 1942, Japonia a invadat Indiile Olandeze Orientale. Olandezii s-au predat două luni mai târziu în Java, indonezienii i-au primit inițial pe japonezi ca liberatori. Structurile coloniale olandeze economice, politice și sociale au fost demontate în timpul ocupației nipone, creând un regim japonez. În deceniile ce au urmat celui de-al Doilea Război Mondial, olandezii au înfrânt micile mișcări naționaliste, naționalismul indonezian formându-se de-a lungul ocupației japoneze. Însă, Partidul Comunist Indonezian fondat de socialistul olandez Henk Sneevliet în 1914, a încheiat o alianță strategică cu Sarekat Islam și a fost un important luptător împotriva ocupației japoneze a Indiilor Orientale Olandeze. Niponii au încurajat și sprijinit naționalismul indonezian, în care noile instituții indigene au fost create și lideri naționaliști, precum Sukarno, au fost promovate. Internarea tuturor cetățenilor olandezi a însemnat că toate poziții de conducere și  administrative au fost umplute de indonezieni, deși funcțiile importante au fost încă deținute de japonezi.

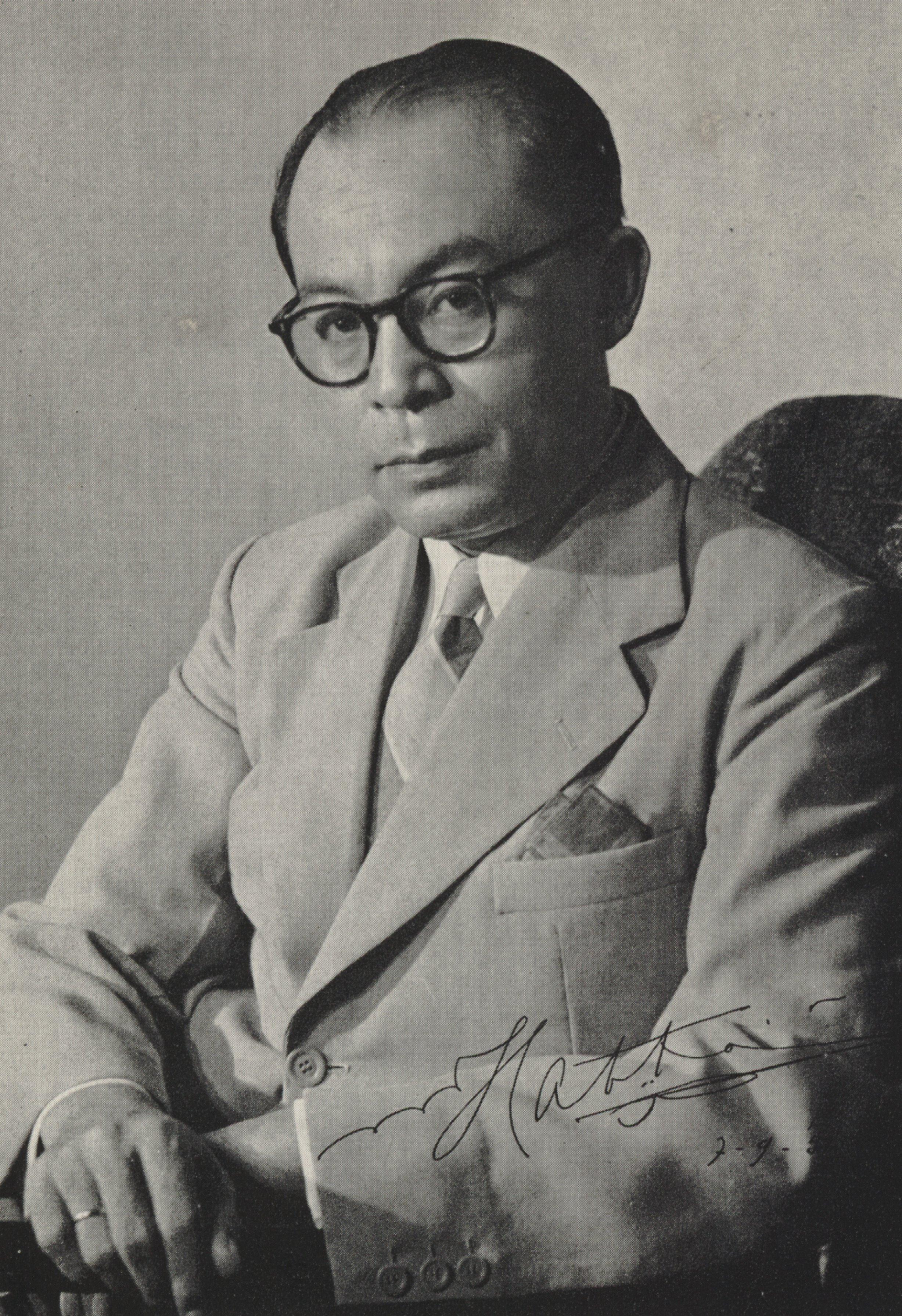
Mohammad Hatta

La două zile după capitularea Japoniei în august 1945, Sukarno și colegul său, liderul naționalist Hatta, au declarat unilateral independența indoneziană. Timp de patru ani jumătate a urmat un conflict militar, deoarece olandezii au încercat să restabilească statutul de colonie a Indoneziei. Forțele olandeze în cele din urmă au reocupat cea mai mare parte a teritoriului coloniale și o luptă de gherilă a urmat. Majoritatea indonezienilor și, în cele din urmă, avizul internațional au favorizat independența, iar în decembrie 1949, Țările de Jos au recunoscut oficial suveranitatea indoneziană. În conformitate cu termenii acordului din 1949, vestul Noii Guinei a rămas sub auspiciile Noii Guinei Olandeze. Noul guvern indonezian, sub conducerea președintelui Sukarno, au exercitat presiuni pentru încorporarea vestului Noii Guinei în teritoriul Indoneziei. În urma presiunii Statelor Unite, Țările de Jos, au transferat regiunea disputată prin acordul de la New York din 1962.

### Suriname și Antilele Neerlandeze
În 1954, în cadrul "Cartei pentru Regatul Țărilor de Jos", Țările de Jos, Suriname și Antilele Olandeze (la acea dată, includea și Aruba), au devenit un regat compozit. Fostele colonii și-au acordat autonomie, cu excepția anumitor aspecte, de apărare, afaceri externe și cetățenie. În 1969, tulburările din Curaçao a adus Marina din Țările de Jos pentru a potoli revoltele. În 1973, negocierile au început în Suriname pentru independență, precum și independența deplină a fost acordată în 1975, cu 60.000 de emigranți care au avut posibilitatea de a se muta în Țările de Jos. În 1986, Arubei i s-a permis de a se separa de federația Antilelor Olandeze, și a fost presată de către Țările de Jos pentru a trece la independență în termen de zece ani. Cu toate acestea, în 1994, s-a convenit că statutul său ca un tărâm de sine stătător ar putea continua. 
Pe 10 octombrie 2010,Antilele Olandeze au fost dizolvate. În vigoare la acea dată, Curaçao și Sint Maarten au aderat la statutul de țară în cadrul aceluiași Regat de care Aruba deja se bucura. Insulelor Bonaire, Sint Eustatius și Saba li s-au acordat un statut similar cu municipalitățile olandeze, iar acum sunt denumite uneori ca Țările de Jos Caraibiene.

## Legături externe
- nl  site-ul VOC
- en Istoria colonială portugheză și olandeză
- nl  VOC Arhivat în 14 august 2023, la Wayback Machine.
- en Arhivele companiilor olandeze ale Indiilor orientale și occidentale Arhivat în 11 ianuarie 2011, la Wayback Machine.